# Formule un (émission de télévision)
Pour les articles homonymes, voir Formule un.
Formule un est une émission télévisée française de variétés créée par Maritie et Gilbert Carpentier, et diffusée dans différents pays francophones de 1982 à 1985. 
En France, l'émission est diffusée en soirée, sur TF1. Chacune met en valeur un artiste différent dans l'esprit de leur précédente émission Numéro un (1975-1982).
Avec les baisses d'audiences, et avec la concurrence de l'émission de variétés Champs-Élysées, diffusée sur Antenne 2, animée par Michel Drucker, et lancée également en janvier 1982, les diffusions et programmations baissent, surtout en 1984. Le programme n'est pas reconduit en 1985.

## Détail des émissions (incomplet)

### 1982
- Formule un Michel Berger (12 janvier)
- Formule un Jacques Higelin (19 janvier)
- Formule un Ghislaine Thesmar (16 février)
- Formule un Michel Sardou (9 mars)
- Formule un Annie Girardot (16 mars)
- Formule un Johnny Hallyday (14 mai)
- Formule un Eddy Mitchell (21 mai)
- Formule un Jairo au Mexique (11 juin)
- Formule un Charles Aznavour (15 octobre)
- Formule un Nana Mouskouri (24 décembre)

### 1983
- Formule un Julien Clerc (21 janvier)
- Formule un Mireille Mathieu (18 février)
- Formule un Robert Charlebois (18 mars)
- Formule un Dalida (6 mai)
- Formule un Yannick Noah (20 mai)
- Formule un Serge Lama, spéciale Napoléon (17 juin)
- Formule un Michel Sardou (21 octobre)
- Formule un - spécial Mireille Mathieu : Paris à nous deux (comédie musicale,16 décembre)

### 1984
- Formule un Enrico Macias (13 janvier)
- Formule un MIdem 84 (10 février)
- Formule un Sheila (9 mars)  avec Françoise Hardy
- Formule un France Gall (6 avril)
- Formule un Jacques Villeret (25 mai)
- Formule un Linda de Suza au Portugal (12 juillet)
- Formule un Nana Mouskouri à Athènes (16 septembre)
- Formule un Julio Iglesias (19 octobre)
- Formule un Mireille Darc (26 octobre)
- Formule un Jane Birkin, sur le Dupleix à Toulon (30 novembre)
- Formule un Jean-Luc Lahaye (?)
- Formule un Enrico Macias (novembre ou décembre)